# Spiel um alles
Spiel um alles (Originaltitel: Terre battue, übersetzt: Tennissandplatz) ist nach einigen Kurzfilmen der Debüt-Langspielfilm des französischen Regisseurs Stéphane Demoustier, geboren 1977 in Lille. Er wurde 2014 bei den internationalen Filmfestspielen in Venedig gezeigt. 

## Handlung
Jérôme Sauvage ist gekündigt. Er der Regionalleiter der Schuhabteilung einer Kaufhauskette, Mitte Vierzig, verabschiedet sich von seinen Kollegen. Zu Hause vor seiner Frau Laura und seinem 11-jährigen Sohn Ugo spielt er diese Niederlage herunter. Er redet von neuen Möglichkeiten. Er sucht in Paris einen Arbeitsvermittler (Headhunter) auf. Doch man empfängt ihn nicht mit offenen Armen: sein Alter, seine fehlende Ausbildung, seine fehlenden Elektronik- und Englischkenntnisse... Aber immerhin hat er große Berufserfahrung. Der Vermittler gibt ihm eine Telefonnummer. Doch für Jérôme ist das unter seiner Würde. Er bettelt nicht. Sein Traum ist die Selbstständigkeit. Ohne die Telefonnummer zu nutzen, sucht er in Einkaufszentren nach Räumen, wo er ein Schuhkaufhaus einrichten könnte. Er geht professionell heran. Als er etwas gefunden hat, finanziert er Kunden- und Autozählungen, um zu erfahren, ob das Einkaufszentrum auch genügend frequentiert ist.
Er liebt seine Frau Laura, eine Architektin, er liebt seinen Sohn Ugo, der als prospektives Tennistalent in eine Sportschule wechselt. Aber vor dieser Liebe steht das Eigeninteresse. So verpasst er es, seinen Sohn rechtzeitig zu einem für ihn wichtigen Tennismatch zu bringen, weil er noch das Hochgefühl des ausersehenen Einkaufszentrums auskosten will. Seiner Frau schenkt er immer neue Schuhe, weil er von Schuhen fasziniert ist, die sie gar nicht will.
Laura ist beruflich erfolgreich. Gerade weiht das Architekturbüro Darbois ein futuristisches Gebäude für eine Bibliothek ein. Dabois äußert sich sehr lobend über die Zusammenarbeit mit Laura. Als Jérôme Laura mitnimmt, um letzte Absprachen mit dem Inhaber einer Baumarktes, den er für sein Schuhkaufhaus erwerben will, trifft, weint sie plötzlich heftig. Sie hat gehört, was er alles verspricht (Arbeitsplatzgarantie für das Personal, das aber nicht auf Schuhverkauf spezialisiert ist), sie hat gesehen, dass das Interieur überhaupt nicht für ein Schuhkaufhaus passt. Sie hat keine Kraft mehr. Ihr Mann stürzt sich wieder in ein unrealistisches Abenteuer. So trennt sie sich von ihm und zieht zu Hause aus. Das stürzt Jérôme in eine große Krise.
Ugo wird in der Sportschule hart trainiert. Zwar ist er körperlich ausgezeichnet für Ausdauersport geeignet, aber es gibt einen anderen Schüler an der Schule, der ihm im Tennisspiel überlegen ist. Regelmäßig verliert er gegen ihn. Der Tennislehrer stachelt ihn auf, Niederlagen nicht so leicht hinzunehmen. Die Schule veranstaltet einen Tennisausscheid, dessen Gewinner sofort auf das erstrebte Sportinternat und Leistungszentrum „Roland Garros“ in Paris kommt, der Königsweg zum  Profi-Tennisstar. Für Ugo gilt es dafür, seine Mitkonkurrenten in einzelnen Spielen zu besiegen.
Jérôme scheut sich nicht seinen Sohn während der Tage der anstrengenden Tenniswettkämpfe aus dem Schlaf zu holen, um mit Gerets, einem Freund, nach einem Saufgelage einen Farbanschlag auf die von Darbois gebaute Bibliothek zu machen, als Rache dafür, dass er vermeintlich mit seiner Frau zusammen ist. Ugo muss auf das Dach, um ein Fenster zu beschmieren.
Jérôme muss einen nächsten Tiefschlag verkraften: Er hatte für die Finanzierung seines Schuhkaufhauses auf die Kaufhauskette, in der er all sein Leben gearbeitet hatte, gesetzt. Sein Businessplan, in dem auch die Kündigung der bisher Beschäftigten entgegen seinem Versprechen eingeplant war, wurde abgelehnt. Immerhin vermittelt Geret ihm eine ungeliebte Stellung in einem Logistikzentrum, für die er allerdings umziehen müsste.
Ugo steht im Finalspiel. Sein Gegner ist der überlegene Junge, der ihn schon immer besiegte. Ugo muss gewinnen. Dann könnte er seinem Vater auch eine Stelle als individuellen Trainer bieten. Als er schon einige Sätze verloren hat, füllt er seinem Kontrahenten in einer Pause das Diazepam-Schlafmittel seines Vaters in die Wasserflasche. Ugos Gegner wird schwächer und bricht zusammen. Er ist lebensgefährlich verletzt, weil er eine Diazepam-Allerige hat. Die Polizei ermittelt, dass es ein Anschlag war. Jérôme versucht seinen Sohn zu schützen, indem er sich als Täter bezichtigte. Als Ugo aber erkennt, dass sein Vater ins Gefängnis müsste, gesteht er. Glücklicherweise erholt sich Ugos Gegner wieder. Doch Ugos Tenniskarriere ist beendet. Er wird psychologisch betreut und kann nach ein paar Jahren auch wieder Tennis spielen, aber nur zum eigenen Vergnügen.

## Produktion
Unter den Produzenten befinden sich die Brüder Jean-Pierre und  Luc Dardenne, die auch als Regisseure bekannt sind. Der Film erlebte bei arte am 9. August 2017 seine deutsche Premiere.

## Rezeption
Der Film "erzählt eine zweigeteilte (Miss-)Erfolgsstory: Vater und Sohn ringen in ihren Metiers um Anerkennung. Die beiden Filmhälften finden nicht immer richtig zusammen, dennoch überzeugt dieses Porträt einer Kleinfamilie mit Realtiätsnähe."
Dem Film wird attestiert, dass er psychologisch genau und einfühlsam die Parallelen in den beiden Handlungssträngen herausarbeitet, sich um ein authentisch gezeichnetes Milieu bemüht, aber auch einige Längen aufweist.